# Francis Ginibre
Pour les articles homonymes, voir Ginibre.
Francis Ginibre, né le 17 juin 1959 à Toulouse, est un comédien et humoriste français, qui forme avec Éric Carrière le duo Les Chevaliers du Fiel.

## Biographie
Il commence des études aux beaux arts de Toulouse avant de totalement changer de voie au début des années 1980 pour se consacrer à sa passion, la musique. Il a appris seul la batterie et devient batteur. Il joue dans divers groupes, surtout pour faire du bal, ce qui lui permet de gagner sa vie. Il fait la connaissance d'Éric Carrière qui avait besoin d'un batteur pour son spectacle. L'entente entre les deux hommes est immédiate et le duo se forme.
On retrouve le duo au cinéma avec les films Repas de famille (2014), Les Municipaux, ces héros (2018) puis Les Municipaux, trop c'est trop (2019).
En 2016, Les Chevaliers du Fiel lancent Championnat du monde du cassoulet de Toulouse.